# Mormopterus beccarii
Mormopterus beccarii је сисар из реда слепих мишева. 

## Угроженост
Ова врста није угрожена, и наведена је као последња брига јер има широко распрострањење.

## Распрострањење
Врста има станиште у Аустралији, Индонезији и Папуи Новој Гвинеји.

## Популациони тренд
Популација ове врсте је стабилна, судећи по доступним подацима.

## Станиште
Врста Mormopterus beccarii има станиште на копну.